# Parexarnis sollertina
Parexarnis sollertina là một loài bướm đêm trong họ Noctuidae.